# اس‌تی‌اس-۴۲
اس‌تی‌اس-۴۲ (انگلیسی: STS-42) یکی از ماموریت‌های شاتل فضایی دیسکاوری بود که در تاریخ ۲۲ ژانویه ۱۹۹۲ به فضا پرتاب شد. این فضاپیما که حامل آزمایشگاه فضایی آمریکا بود جهت مطالعه اثر گرانش بر روی ارگانیزم‌های زنده به فضا پرتاب شد.